# Sinella hoffmani
Sinella hoffmani är en urinsektsart som beskrevs av John L. Wray 1952. Sinella hoffmani ingår i släktet Sinella och familjen brokhoppstjärtar. Inga underarter finns listade i Catalogue of Life.